# أمير حسين بيرواني
امير حسين بيرواني (بالفارسية: امیرحسین پیروانی)، من مواليد 16 سبتمبر 1969م في مدينة شيراز الإيرانية، وهو لاعب كرة قدم إيراني معتزل، ومدرب حالي للمنتخب الإيراني تحت 23 سنة، درب عدة أندية والمنتخبات الإيرانية، ساهم بوصول المنتخب الإيراني للشباب إلى كأس العالم تحت 20 سنة في كوريا الجنوبية سنة 2017م.